# Jason Heyward
Jason Alias Heyward (Spitzname: The J-Hey Kid) (* 9. August 1989 in Ridgewood, New Jersey) ist seit 2010 ein US-amerikanischer Baseballspieler in der Major League Baseball. Sein erstes Spiel bestritt er am 5. April 2010 für die Atlanta Braves aus Georgia. Nach der Saison 2014 wurde sein bis 2015 laufender Vertrag bei den St. Louis Cardinals eingetauscht. Seine Verteidigungsposition ist die eines Outfielders (Rightfielder; Rechts außen).

## Gehalt
Heywards Gehalt seit 2010 (inbegriffen 7,8 Millionen US-Dollar für die Saison 2015) beläuft sich bisher auf 17.411.500 US-Dollar.